# Hans Hermann Völckers
Hans Hermann Völckers (* 20. Mai 1886 in Hamburg; † 4. Januar 1977 ebenda) war ein deutscher Diplomat.

## Leben
Völckers studierte an der Albert-Ludwigs-Universität Freiburg Rechtswissenschaft. 1907 wurde er wie Paul Marx im Corps Hasso-Borussia Freiburg recipiert. Als Inaktiver wechselte er an die Friedrich-Alexander-Universität Erlangen, an der er 1912 zum Dr. iur. promoviert wurde. Er trat 1920 in den Diplomatischen Dienst und war bis 1945 stets im Ausland. Unter Außenminister Gustav Stresemann war er vier Jahre in Genf als deutscher ständiger Vertreter und Generalkonsul beim Völkerbund. Im März 1932 wurde Völckers ins Auswärtige Amt einberufen und ab Juni 1932 zum persönlichen Referenten (Leitung des Ministerbüros) des neuernannten Außenministers Konstantin von Neurath ernannt. 1933 wurde er auf eigenen Wunsch als Botschaftsrat nach Madrid entsandt. Ab März 1937 war er Gesandter in Havanna, zugleich für Haiti und die Dominikanische Republik. Bei seiner Neigung zur Zoologie trug er dort eine Sammlung von Konchylien zusammen.
Seit März 1939 wieder im Auswärtigen Amt, war er ab Mai 1939 erneut persönlicher Referent und Büroleiter mit dem Titel eines Kabinettschefs bei v. Neurath, der inzwischen zum Reichsprotektor im Reichsprotektorat Böhmen und Mähren ernannt worden war. Seit April 1941 Ministerialdirigent. 1942 trat Völckers in den Militärdienst (Oberstleutnant d. R.) und diente als Wehrwirtschaftsoffizier an der Gesandtschaft in Stockholm. Nach dem Krieg war er Zeuge in den Nürnberger Prozessen. Im Ruhestand widmete er sich der Numismatik. Nach Beginn des Überfalls auf Polen hatte Völckers seinen gesamten Kunstbesitz und seine Bibliothek in einen von ihm erworbenen Landbesitz in Thüringen verlagert. Das Haus wurde bei Kriegsende wiederholt beschlagnahmt und teilweise geplündert. Auf der Grundlage eines Gesetzes der Thüringer Landesverwaltung gelangte seine Bibliothek Anfang der 1950er Jahre an die Universitätsbibliothek Jena.

## Werke
- Die Haftpflicht des Automobilhalters. Borna-Leipzig 1912.
- Karolingische Münzfunde der Frühzeit (751 - 800). Pippin, Karlmann, Karl der Große (I. und II. Münzperiode). Vandenhoeck & Ruprecht, Göttingen 1965.